# José Gurvich
Zusmanas Gurvicius, también conocido como José Gurvich (Jieznas, Lituania, 5 de enero de 1927- Nueva York, 24 de junio de 1974), fue un artista visual uruguayo-lituano. Su actividad como pintor, ceramista y profesor de arte lo resalta como una de las figuras fundamentales del Taller Torres García y del arte uruguayo.

## Biografía
Nace el 5 de enero de 1927, en la aldea de Jieznas (Yezna o Yezne en yiddish) del distrito de Trakai, en Lituania. En 1932 emigra a Montevideo junto con su madre y su hermana, a reunirse con el padre que había llegado un año antes.
Vivió en un barrio al sur de Montevideo, Uruguay en el seno de una familia humilde de origen judío.
En 1940 por necesidades familiares comienza a trabajar en una fábrica de impermeables. Dos años después entra en la Escuela Nacional de Bellas Artes, donde toma clases con José Cuneo. Y comienza a estudiar violín con el profesor David Julber, donde conoce a Horacio Torres. En 1944, a través de su profesor de violín conoce al padre de Horacio, Joaquín Torres García, y un año después Gurvich ingresa en el Taller Torres García y donde encuentra su vocación. Integró la Asociación de Arte Constructivo, siendo parte activa de la misma hasta su cierre. 
Gurvich se convirtió a partir de entonces en miembro fundamental de dicho movimiento y discípulo predilecto del maestro uruguayo, cuya influencia se hace evidente en su obra de esa época. 
Su importancia en el taller es destacada por uno de los especialistas en su obra, Ángel Kalemberg: “Desde su ingreso intervendrá en todas las actividades del Taller, en sus publicaciones, exposiciones, realización de murales o tareas docentes”.
Desde mediados de los 50, emprende varios viajes a Europa (donde entra en contacto con los maestros de la pintura). En 1953 constituye un grupo formado por pintores, escritores y periodistas que se llamó “Artes y letras” cuya finalidad era poder efectuar un viaje de estudios a Europa. Realiza escenografías para diferentes conjuntos teatrales (“Club de teatro”, “Teatro del pueblo”, etc.) y colabora en la fundación del “Cine Club Montevideo”.
En 1955 realiza una exposición en Roma, ese año se produce un importante cambio en su obra cuyo principal motor fue el reencuentro con sus raíces judías durante su estancia en el kibutz Ramot Menasche en Israel, donde ya vivía su hermana. 
En 1966 se instala nuevamente en Montevideo, donde continúa trabajando en cerámica y desarrollando un estilo cada vez más peculiar, también da clases en su nueva casa del Cerro. Al año siguiente expone en la Comisión Nacional de Bellas Artes más de 200 obras, donde destaca su paleta de colores y formas dinámicas, que reflejan un universo simbólico en perpetuo movimiento, como se puede apreciar en El hombre astral de 1967.
En 1970 fallece su padre. Expone por tercera vez en Tel Aviv. En septiembre llega a Nueva York por unos meses, donde reside con unos familiares, integrándose rápidamente en la vida de la gran ciudad estadounidense. En 1973 exhibe en una muestra del Museo Judío de Nueva York.
En febrero de 1974 participa en la exposición "Sculpture for Painters" en Nueva York. Fallece de un infarto el 24 de junio de ese año, a la edad de 47 años en Nueva York.

## Obra y legado
Su legado abarca pintura, cerámica, madera y murales, donde expresa la influencia de Joaquín Torres García con sus propias características, hasta su evolución en la que se plasma su origen y raíces judías.
En el año 2005, abrió sus puertas el Museo Gurvich, dedicado a difundir y preservar su obra mediante exposiciones y publicaciones sobre su vida y trabajo.
Tras el fallecimiento de Gurvich, su obra se ha presentado en exposiciones individuales en museos como el José Luis Cuevas de México, el Negev Museum of Art de Israel, el Museum of Latin American Art de California, el Museo Nacional de Bellas Artes de Chile y el Museo Torres García de Montevideo, así como en galerías de Nueva York, Barcelona, Buenos Aires y Madrid.
También participó en las diferentes exposiciones que sobre el Taller Torres-García y el arte de Latinoamérica se han hecho en museos como el MUVIM, el MNCARS, el Museo del Barrio de Nueva York y el Museo de las Américas de Washington así como en galerías como la de Cecilia de Torres de Nueva York, la Galería Palatina de Buenos Aires o la Sala Dalmau de Barcelona, en las exposiciones "El Taller Torres-García" en 1998 y "25 anys de galeria" que fueron premiadas como las mejores de sus respectivos años por la Asociación Catalana de Crítica de Arte.
Entre las diferentes personalidades de la cultura que han escrito sobre su obra figuran Juan Manuel Bonet, Ángel Kalenberg, Alicia Haber, Xavier Barral, Hugo Achugar, Guido Castillo, Marcos Ricardo Barnatán, Numen Vilariño, Alfredo Testoni y Rafael Lorente Mourelle, entre muchos otros. Una característica que suelen destacar es cómo la personalidad de Gurvich le permitió transformar la influencia de Torres García y su taller en su propia visión del arte, así, Josep Maria Cadena, crítico de arte de El Periódico, comentaba respecto a su exposición en la Sala Dalmau en el año 2000: "Para mí, el mejor Gurvich está, sin que deje de apreciar su obra anterior, en las obras que pinta a partir de 1956, después de su estancia en un 'kibutz' de Israel. Entonces es cuando aplica el constructivismo aprendido a la realidad magmática de la vida y halla un orden estético que le pertenece. Maestro de sí mismo después de haber sido fiel discípulo".
Sobre su obra en Nueva York apunta Juan Manuel Bonet: “Figuró la calle, las señales de tráfico, los anuncios, los depósitos de agua por siempre hopperianos, los metros elevados poetizados por José Juan Tablada. Asimiló aspectos de la cultura popular de USA, incluida la bandera, el dólar, Popeye… Se entregó a visiones caóticas –ver por ejemplo las témperas de los años 1971-72- que presentan ciertas afinidades con las obras más simultaneistas de su juventud montevideana, así como las visiones neoyorquinas del propio Torres-García. Y a la vez, el errante Gurvich no dejaba de añorar su Montevideo adoptivo, dulce ciudad a la cual jamás volvería”.
La estudiosa de la obra de Gurvich, la profesora Alicia Haber, en su escrito José Gurvich, el escultor comenta: ”En su universo creativo se incrementó la fuerza imaginativa, lo absurdo, la libertad y la fantasía. Una realidad metamorfoseada y un mundo fluctuante se plasman en todas sus obras. Hay en toda su producción un profundo humanismo, un canto a la pareja, a la familia y el amor. De ahí las referencias al hombre universal y a Adán y Eva, la pareja primigenia. Las constelaciones astrales y lo cósmico ocupan también un lugar destacado en su producción.”